# Stomoxys varipes
Stomoxys varipes är en tvåvingeart som beskrevs av Mario Bezzi 1907. Stomoxys varipes ingår i släktet Stomoxys och familjen husflugor. Inga underarter finns listade i Catalogue of Life.